# GMC Envoy
Le GMC Envoy est un SUV produit par l'américain GMC depuis 1998 et présenté à l'origine comme une version luxueuse d'un autre véhicule de la marque, le Jimmy. Depuis sa sortie, l'Envoy a été remanié à plusieurs reprises.

## Jimmy Envoy (1998-2000)

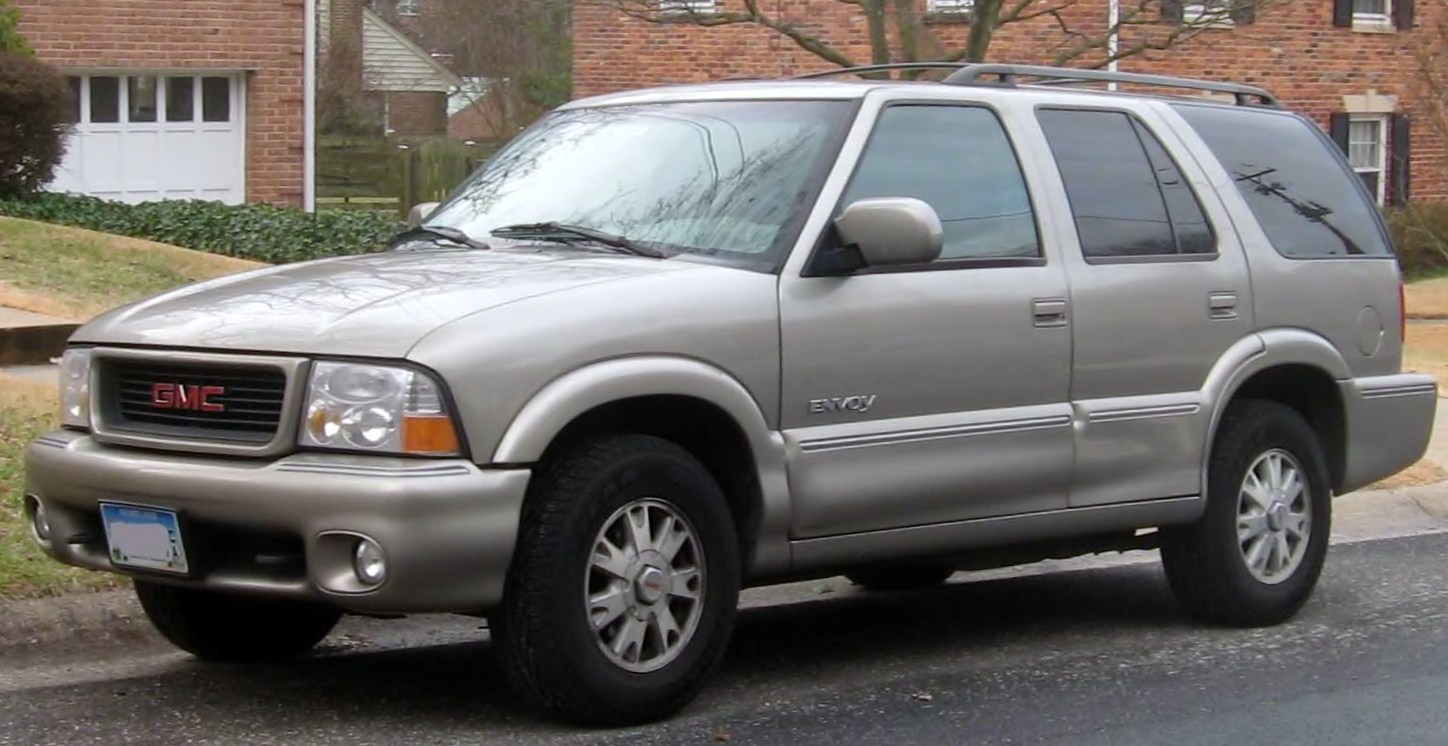
GMC Jimmy Envoy

L'année de sa sortie l'Envoy était simplement une version plus cossue du Jimmy, lui-même copie conforme du Chevrolet Blazer. Cette version utilisait un moteur V6 délivrant 190 chevaux dénommé Vortec-4300. La production de cette version d'origine a été stoppée en 2000.

## Évolutions

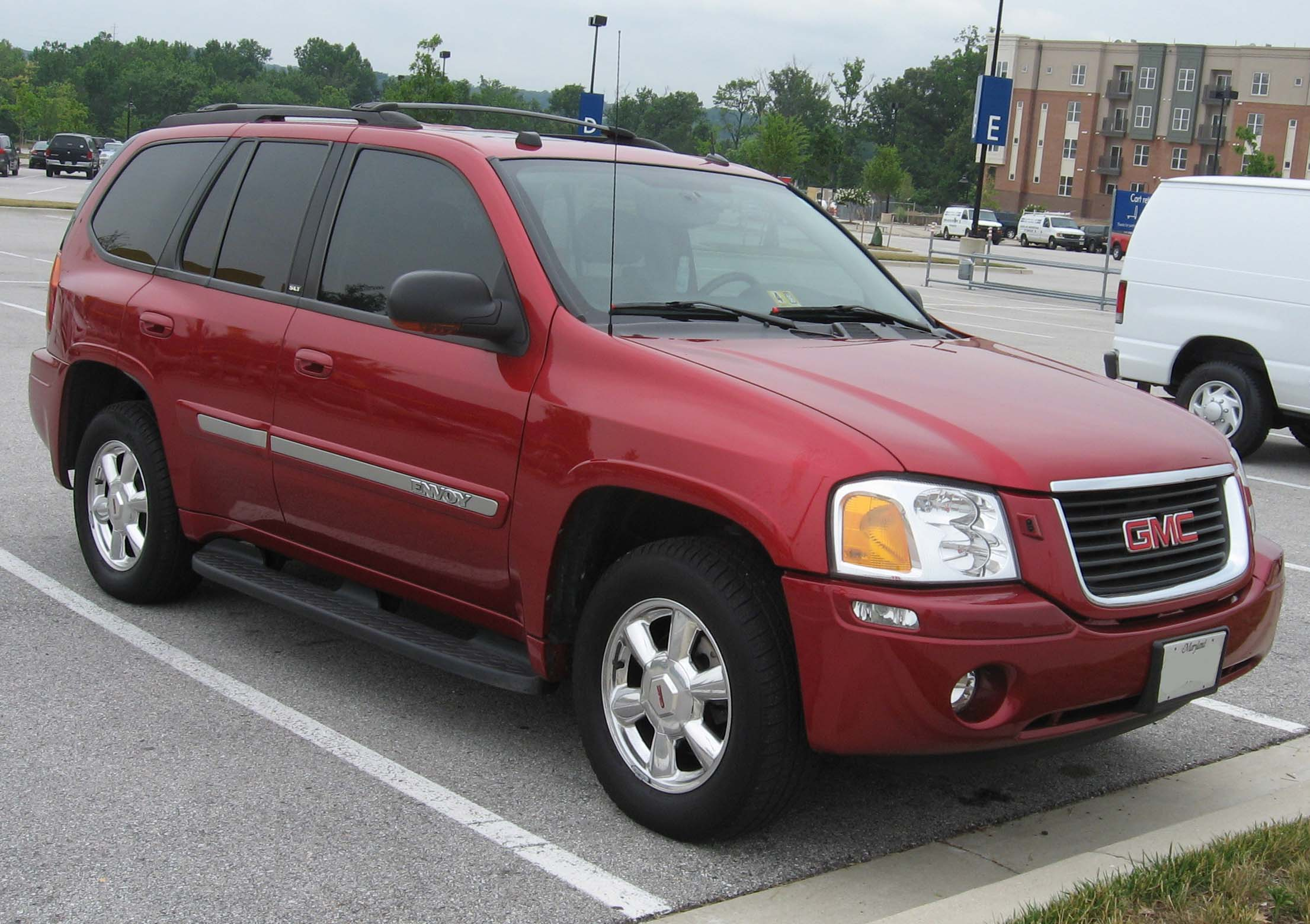
GMC Envoy

## 2001
En 2001 l'Envoy est profondément revu même si sa ligne générale demeure globalement inchangée et le châssis identique. Le moteur est cette fois le nouveau Vortec-4200 dont la puissance grimpe à 270 chevaux. Tous les Envoy sont munis de freins à disques aux quatre roues.
Au niveau sécurité l'Envoy se montre également assez efficace. Il recevra une note de 3 étoiles pour le crash test conducteur, ce qui il est vrai est plutôt moyen, mais en revanche atteint 4 étoiles pour la protection du passager avant.
Concernant les moteurs l'offre s'élargit. Apparition d'un six cylindres en ligne 4,2 litres (256 chevaux) et de l'éphémère V-8 de 5,3 litres (323 chevaux) qui ne sera plus disponible que sur demande spéciale.

## 2006
Principale évolution pour 2006, les Envoy ont reçu un système de contrôle de stabilité baptisé Stability Track. Petite modification, la puissance du moteur est portée à 291 chevaux.

## Futur
Selon toute vraisemblance l'Envoy devrait disparaître du catalogue à l'horizon 2010 pour être remplacé par le Terrain, qui est encore lui-même une version luxueuse d'un autre véhicule, le Chevrolet Equinox.

## Versions

### XL
L'Envoy XL est une version agrandie de quarante centimètres en longueur et disposant entre autres d'une nouvelle rangée de sièges. L'accès à cette troisième rangée a nécessité l'agrandissement de la hauteur de toit qui bénéficie aussi de la présence d'un porte-bagage. La production de ce modèle sera arrêtée en 2006. La rumeur voudrait que la refonte du GMC Yukon ait entraîné la fin de cette version de l'Envoy.

### XUV
La version XUV résulte de l'idée de croiser l'Envoy avec un pick-up. La partie arrière a été agrandie et peut être découverte grâce à la présence d'un toit rétractable. Principal avantage par rapport à un pick-up, la cargaison transportée dans la benne peut être scellée et donc mieux protégée, mais en revanche le toit escamotable avait la réputation d'être fragile et le volume de la cargaison était nettement plus réduit que sur un pick-up classique.
Il a été le premier de cinq porte-tir frein du monde. Les seuls autres production cinq portes filantes freins comprennent la Jaguar XF Sportbrake et Mercedes-Benz CLS Shooting Brake.
Les prévisions de vente initiales tablaient sur environ 30 000 exemplaires par an, soit pratiquement un tiers de la production totale des Envoy, mais en réalité, elle ne dépassa pas les 12 000 exemplaires en 2004. La production de cette version est logiquement stoppée le 15 mars 2005.

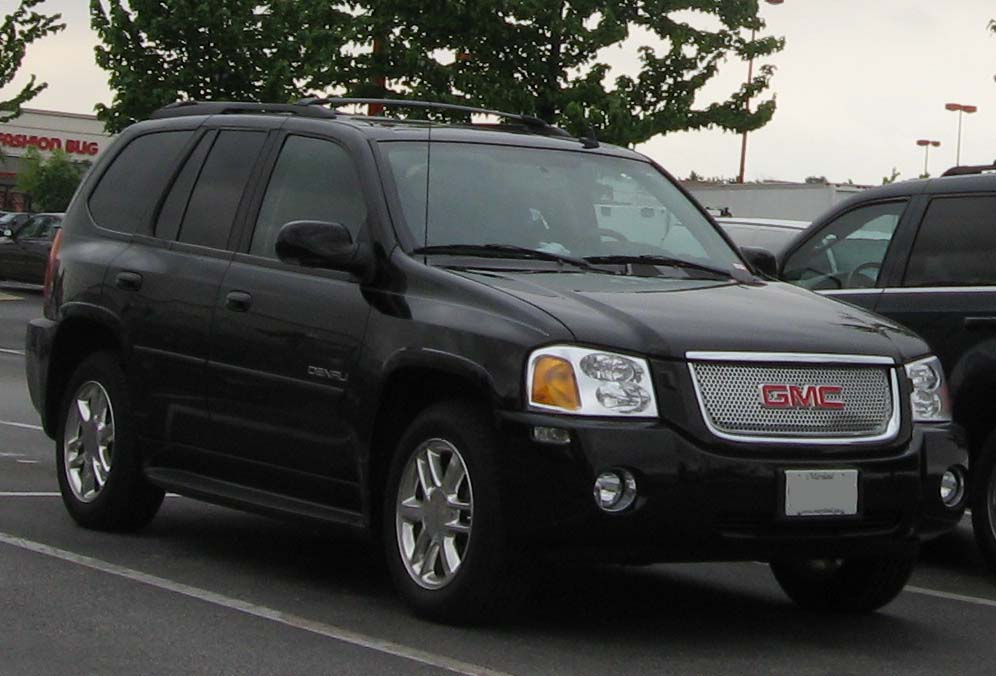
GMC Envoy Denali

### Denali
C'est en 2005 que cette version de luxe de l'Envoy est commercialisée. Disponibles avec l'empattement classique ou rallongé de la XL, la Denali se distingue par sa calandre retouchée et son intérieur de berline de standing comprenant sièges chauffants, garnitures en bois et essuie-glaces avec capteurs de pluie. Les prix s'échelonnent de 37 000 dollars pour la version de base à 43 000 dollars pour la version rallongée XL.

## Récompenses

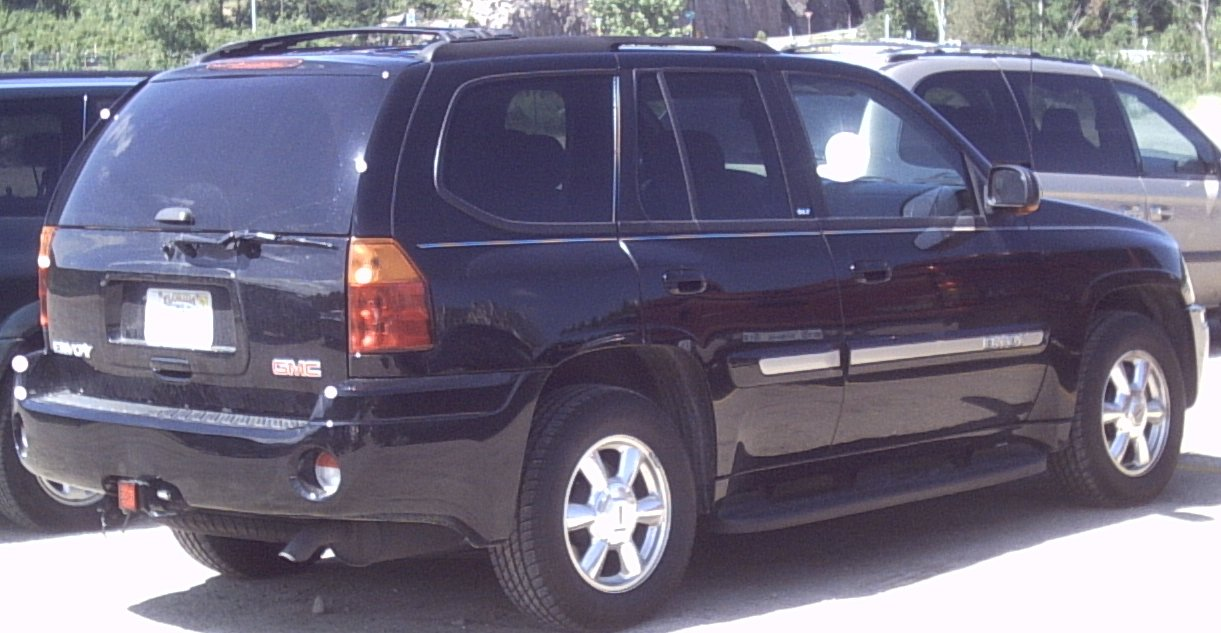
GMC Envoy

Salué comme une réussite, l'Envoy reçu plusieurs distinctions. Par exemple, la revue Motor's Trend Sport lui décerne en 2002 le titre de meilleur véhicule utilitaire. Quant au moteur Vortec-4200, il est désigné à plusieurs reprises dans le top 10 des meilleures motorisations.

## Ventes aux États-Unis
| Année | Ventes  | Diff.    |
| ----- | ------- | -------- |
| 2001  | 51 208  |          |
| 2002  | 110 720 | +116,2 % |
| 2003  | 127 782 | +15,4 %  |
| 2004  | 134 897 | +5,6 %   |
| 2005  | 107 862 | -20 %    |
| 2006  | 74 452  | -31 %    |
| 2007  | 48 586  | -34,7 %  |
| 2008  | 23 876  | -50,9 %  |
| 2009  | 4 857   | -79,7 %  |
| 2010  | 84      | -98,3 %  |
| 2011  | 5       | -94,0 %  |
| Total | 684 329 |          |

NB : Les ventes de l'Envoy prennent en compte les versions XL et XUV.

## Apparitions médiatiques
Le GMC Envoy apparaît principalement et à plusieurs reprises dans la série télévisée Smallville à partir de la quatrième saison. Tout d'abord conduit par Lois Lane avec un Envoy gris métallisé, ensuite par Lana Lang qui en adopte un à son tour en couleur bordeaux.